# Благотворительность

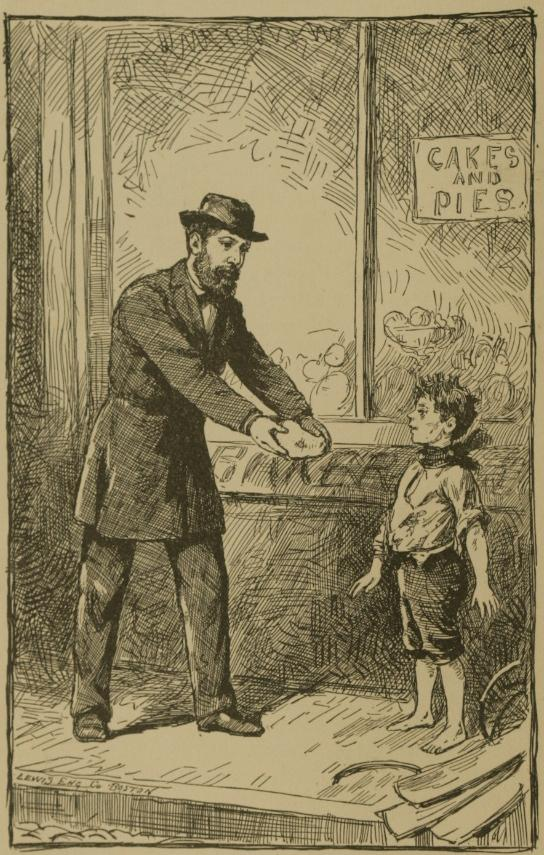

Благотвори́тельность — оказание помощи (безвозмездной или на льготных условиях) тем, кто в ней нуждается, милосердие, милость.
Основной чертой благотворительности является добровольный выбор вида, времени и места, а также содержания (целевой) помощи. Различают благотворительность, как проявление сострадания к ближнему и нравственная обязанность имущего спешить на помощь неимущему:
- частную;
- общественную[3].

## Причины и цель благотворительности
Согласно большому числу научных исследований, основные причины благотворительности состоят в том, что люди:
- по своей природе альтруистичны, ими движет желание помочь другим;
- чувствуют себя лучше, когда жертвуют деньги. Экономисты называют это «теплотой альтруизма»[4].

К побудительным причинам благотворительности относится осознание её участниками целостности человеческого общества, более общее — всего живого на Земле, сопричастности и соответственности за мир, в котором мы живём.
Осознание этого открывает общественно значимые задачи разного уровня иерархии, вложение сил и средств в решение которых обещают обществу в целом (или той или иной его подсистеме — от семьи, рода, предприятия, микрорайона до города, страны и так далее) заметно большую отдачу, чем в личное самосовершенствование (от духовного, физического, профессионального до финансового), но по разным причинам не решаются здесь и сейчас при существующих обстоятельствах. Среди этих причин зачастую не столько нехватка сил и средств, сколько затянутость согласования соответствующих вопросов на верхах, нежелания иных чиновников брать на себя ответственность в обстоятельствах, требующих определённой грамотности и смелости, научные амбиции и споры разных учёных и научных школ, крайняя неторопливость и недостаточное качество законотворческой деятельности, а порой и просто недостаток сведений о тех или иных обстоятельствах или происшествиях, при которых целесообразно стороннее вмешательство.
Кроме указанных причин благотворительные подходы целесообразны для выполнения многих разовых, малопредсказуемых или достаточно редко производимых общественно значимых работ, например, весенних субботников, держать для быстрого выполнения которых целый год дополнительный штат уборщиков явно избыточно и накладно.
Другим широко известным примером является пресечение мелкого хулиганства, для чего создаются, в частности, ДНД и их разновидности от добровольных молодёжных дружин до соседского дозора: держать штат профессиональных полицейских для этих целей нецелесообразно с самых разных точек зрения (от наличия возможности навести порядок без привлечения особых средств и полномочий до избыточности финансовой нагрузки и нежелания жить в полицейском государстве).
Таким образом, благотворительность в исходном смысле этого слова преследует цель более быстрого, гибкого и менее накладного (с точки зрения выбранного горизонта планирования) укрепления той общественной системы, в пределах которой она осуществляется.
Поскольку любое планирование (включая благотворительную деятельность) так или иначе предполагает выбор места, людей, предметов и явлений, по отношению к которым предполагается благотворительное вмешательство, а также отрезка времени, в течение которого ожидается положительный отклик и показатели (критерии) того, что это вмешательство положительно, благотворительная деятельность может быть разделена по:
- времени планирования (например, краткосрочное, среднесрочное, дальнесрочное планирование);
- месту (местное, городское, на уровне страны, материка и т. д.);
- профессиональной, технологической, конфессиональной, национальной, возрастной и т. п. направленности;
- источникам поддержки (государственные, отраслевые и общественные фонды, международные и зарубежные учреждения, сообщества граждан, отдельные лица и семьи, …) и т. д.

## Формы выражения благотворительной деятельности

Объявление из газеты «Волховской листок» о сборе средст в пользу больного. 1 июля 1906 г. Новгород, Российская Империя.

- выработка и передача знаний и умений о более успешных, поощряемых и полезных данной общественной системе (на данном временном отрезке и при известных обстоятельствах) видах деятельности, создание приемлемых условий (среды) для их осуществления и деятельное приглашение к участию в них («дарить удочку, а не рыбу»);
- передача еды, имущества и иных предметов потребления, а также средств их приобретения, в том числе денег;
- бескорыстное выполнение работ, оказание услуг (деятельность про боно);
- иная поддержка.

### Розничная благотворительность
Оказание адресной целевой помощи физическим и юридическим лицам в микро финансовом, но достаточном для удовлетворения потребностей её получателей размере.

### Гуманитарная помощь
Предоставление продовольствия, одежды, лекарств и другие. Наиболее эффективны те виды гуманитарной помощи, которые стимулируют деятельность, например, микрокредиты (беспроцентные), а также мероприятия по очищению воды и предоставлению образования.

### Социальная помощь
Работа с незащищёнными слоями населения, детьми, престарелыми и инвалидами.

### Бесплатные услуги юриста
Оказание услуг в профессиональной деятельности благотворительным, общественным и иным некоммерческим организациям, а также частным лицам, которые не могут подобную помощь оплатить (т. н. про боно). Как правило, подобные услуги оказываются юристами в виде бесплатной юридической помощи. Эта деятельность не включает в себя иную благотворительную деятельность, не связанную с непосредственным применением навыков юриста, в частности финансирование различных программ и проектов, организация и проведение мероприятий, передача в дар вещей или денежных средств и т. п.

## Общественная поддержка благотворительности
Разумная благотворительная деятельность обычно находит поддержку в обществе, в том числе в виде:
- личного участия отдельных граждан и учреждений;
- церковной — как обоснования благотворительности на догматах соответствующего вероисповедания и как обязанности каждого истинно верующего;
- государственной — в качестве поощрения заметных и успешных благотворительных начинаний (от снижения налогов на соответствующие затраты до присвоения различных почётных, в том числе государственных, званий, перевод в более высокое сословие, например, присвоение дворянства в дореволюционной России).

В то же время плохо просчитанные или осуществляемые без должной проверки меры государственной поддержки благотворительности могут быть употреблены во вред обществу и государству. В России 1990-х годов получили широкую известность примеры недобросовестного использования целым рядом спортивных, церковных и иных учреждений освобождения налогов в том числе для беспошлинного завоза табака, а филиалами некоторых зарубежных «благотворителей» — направление партий зарубежной продовольственной помощи для снабжения бандформирований на юге страны и т. п.

### Благотворительная организация
Благотворительной организацией является неправительственная (негосударственная и немуниципальная) некоммерческая организация, созданная для осуществления благотворительных целей путём благотворительной деятельности в интересах общества в целом или отдельных категорий лиц.
Благотворительные организации создаются в формах общественных организаций (объединений), фондов, учреждений и в иных формах, предусмотренных законами для благотворительных организаций. Благотворительная организация может создаваться в форме учреждения, если её учредителем является благотворительная организация.

### Благотворительный фонд
Фонд, ведущий благотворительную деятельность. Фонды ведут различные социально ориентированные программы или занимаются распределением грантов. Деятельность фонда определяется в его уставных документах. Фонды могут изыскивать средства на свою деятельность несколькими способами:
1. получение благотворительных пожертвований от организаций и частных лиц;
2. получать гранты и целевое финансирование из других благотворительных фондов;
3. вести коммерческую деятельность;
4. инвестировать собственные средства в ценные бумаги, хранить в депозите и пр.;
5. вести другую не противоречащую законодательству финансовую деятельность.

Благотворительные фонды в США
Первые благотворительные фонды возникли в начале XX века в США, благодаря усилиям известного промышленника и филантропа Джона Рокфеллера. Именно Дж. Рокфеллер выдвинул идею поставить благотворительность на регулярную основу, предложив создать «трест благотворительности». Первой организацией такого типа стал «Совет по всеобщему образованию» (1902), позднее вошедший в состав фонда Рокфеллера. Примеру Рокфеллера последовали и другие крупные предприниматели США: Эндрю Карнеги, Билл Гейтс и другие.

## Церковная благотворительность
Церковной благотворительностью в России и СНГ занимается Русская Православная Церковь (см. подробности), Римско-католическая церковь и некоторые протестантские церковные общины. Диаконическое служение Русской Православной Церкви связано с деятельностью Синодального отдела по церковной благотворительности и социальному служению Московского Патриархата, образованного в январе 1991 года в соответствии с определением Святейшего Патриарха и Священного Синода Русской Православной Церкви. Кроме того, многие дела милосердия и благотворительности осуществляются на уровне епархий, монастырей, приходов, братств и сестричеств.

### Благотворительность в исламе
Благотворительность в исламе подразделяется на четыре ветви:
- Пожертвование, подаяние.
- Обязательная выплата закята в размере 2,5 %, выплачиваемая со всего имущества, превышающего размер нисаба[8].
- Беспроцентный заём.
- «Вакф» — имущество, отданное на религиозные или благотворительные цели.

## «Благотворительная революция»
Существует мнение,[кто?] что в конце XX века в развитых странах произошла благотворительная революция. Если раньше благотворительность ограничивалась выделением грантов и пожертвований напрямую или через благотворительные фонды и корпоративные программы пожертвований, то сейчас появилось большое количество финансовых инструментов и институтов для благотворительности и социального инвестирования. В числе таких инструментов: кредиты, кредитные гарантии, прямые инвестиции, бартерные договорённости, социальные биржи, социальные облигации, вторичные рынки, инвестиционные фонды и многое другое. Всё это позволяет более эффективно привлекать частные ресурсы для поддержки социальных и экологических инициатив.

## Благотворительность в современной России
Благотворительная деятельность в России регулируется Федеральным законом № 135 от 11 августа 1995 г. «О благотворительной деятельности и благотворительных организациях». Кроме названного закона, благотворительная деятельность регулируется соответствующими положениями Конституции (ст. 39) и Гражданского кодекса.
Россия занимает 124-е место в мире, из 145, по стремлению капитала к благотворительности.
Рейтинг корпоративных и частных благотворительных некоммерческих организаций от агентства RAEX насчитывает 203 фонда.
Согласно исследованию, проведённому проектом Добро Mail.ru и ВЦИОМ, благотворительная деятельность достаточно популярна среди российских интернет-пользователей. 76 % из них когда-либо занимались благотворительностью. Доля женщин, когда-либо занимавшихся благотворительностью, больше доли мужчин — 79 % и 72 %
соответственно. Причём женщины заметно чаще мужчин помогали делом и перечисляли деньги на благотворительность. Треть пользователей интернета (31 %) когда-либо перечисляли деньги, 24 % — помогали делом, а ещё 21 % делали и то и другое.
Интерес пользователей к различным видам благотворительности меняется в зависимости от возраста. Помощь только деньгами характерна для наиболее экономически активных пользователей в возрасте 25—34 лет (35 %) и в возрасте 35—44 лет (36 %). Только делом чаще помогают молодые люди в возрасте 18—24 лет (33 %), чем люди старшего возраста. Среди людей в возрасте старше 45 лет самая большая доля тех, кто помогал обоими способами (28 %), что можно объяснить более богатым жизненным опытом этой группы.
Большинство российских интернет-пользователей планируют заниматься благотворительностью. Об этом заявляют более двух третей пользователей (71 %). Среди тех, кто когда-либо занимался благотворительностью, уже 21 % считает эту деятельность важной частью своей жизни. Около двух третей готовы продолжать благотворительную деятельность, если им предложат участвовать в заранее организованной акции или проекте. Среди тех, кто никогда не занимался благотворительностью, 46 % не отрицают эту возможность, если им предложат участие в заранее запланированной акции, и чуть больше трети пока не определились с планами на участие в благотворительных проектах.
Пользователи интернета охотнее всего приняли бы участие в благотворительных проектах, посвящённых помощи детям (83 %), старикам (53 %), животным (43 %). Исследование позволило выявить взаимосвязь между полом и возрастом пользователей и тем, кому они хотят помогать. Так, молодые люди в возрасте 18-24 лет охотнее помогали бы животным и участвовали в экологических проектах. Пользователи в возрасте 45-59 лет чаще более молодых людей готовы помогать пожилым. Мужчины чаще женщин готовы оказывать безвозмездные профессиональные услуги (26 % против 19 %). Женщины чаще мужчин готовы помогать детям (87 % против 80 %), старикам (57 % против 48 %) и животным (52 % против 33 % соответственно).
Основными преградами для тех, кто не занимается благотворительностью, являются недоверие к благотворительным организациям (49 %) и отсутствие денег на благотворительность (48 %). Интересно, что для тех пользователей, которые получают информацию о благотворительности от друзей и знакомых, отсутствие удобного ресурса с информацией о благотворительных проектах является существенно большим препятствием, чем отсутствие денежных средств (30 % против 12 %).
Наличие подробной информации о возможности помочь — главный драйвер, стимулирующий участие в благотворительности среди всех пользователей (54 %). На втором месте — поддержка членов семьи и друзей (33 %), а на третьем месте с незначительным отрывом (32 %) бонусы за благотворительность (налоговые вычеты, скидки, подарки). Мужчины подходят к благотворительности более рационально. Их больше, чем женщин, привлекают бонусы (37 % против 28 % соответственно) и поддержка действий работодателем (34 % против 25 %). Женщинам же в большей степени помогла бы поддержка друзей и членов семьи (37 % против 30 % соответственно), а также наличие более подробной информации о подобных возможностях (59 % против 49 %).
По данным опроса, проведённого центром НАФИ, большинство россиян оказывают помощь нуждающимся и помогают материально. Наибольшая доля пожертвований приходится на уличную милостыню, а также специальные ящики для милостыни и перечисления денег с помощью мобильных телефонов (SMS). Хотя бы раз за последние два года помогали незнакомым нуждающимся людям 65 % россиян, причём 13 % делают это регулярно, 42 % время от времени, а 10 % единожды. К участию в благотворительности склонны россияне, имеющие высшее образование (72 %), а также жители крупных городов с населением от 500 тыс. до 1 млн человек (77 %).
Если рассматривать всё население в целом, то согласно опросу 72 % россиян никогда не участвовало в благотворительности; самый популярный вариант благотворительности, набравший 12 % голосов — переводил/а деньги на счёт в ответ на теле- или радиообращение к гражданам поддержать какую-либо благотворительную акцию; меньше голосов набрали варианты работы волонтёром (5 %), участия в благотворительных ярмарках и акциях (2 %), донорства крови (3 %).
По разным оценкам каждый год в России жертвуется на благотворительность от 17 до 460 миллиардов рублей. Это колоссальная сумма — почти 10 % бюджета на здравоохранение. В совместном спецпроекте ТАСС и фонда «Друзья» «Как причинить максимум добра?» пытаются найти ответы на вопросы, достаточно ли эффективно эти деньги расходуются и можно ли оценить эффективность благотворительности. Также они дают ряд рекомендаций, которые может применить в жизни каждый. Не все знают, как жертвовать деньги так, чтобы они дошли до адресата, не все знают, что милостыня — это очень неэффективный и непрозрачный способ пожертвования (намного лучше купить человеку еды и дать контакты фондов, которые занимаются бездомными).

## Благотворительность вКазахстане

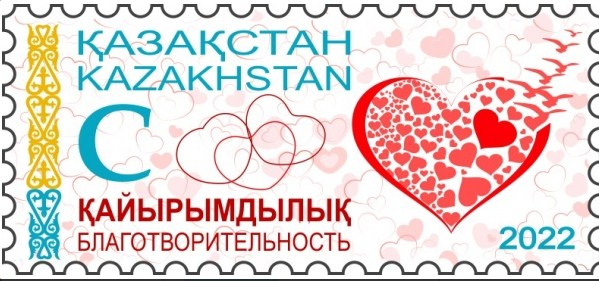
Почтовая марка Казахстана 2022 года «Политика государства. Благотворительность.»

По данным казахстанской газеты «Литер», только 0,5 % граждан страны занимаются благотворительностью в классическом понимании. Тогда как для подавляющего большинства понятие милосердия сводится к милостыне старушке и передаче ненужных вещей в детские дома.
«Благотворительность в прямом смысле этого слова в Казахстане отсутствует», — заявила исполнительный директор фонда «Бауыржан» и создатель ежегодной Национальной премии в области благотворительности «Алтын Журек» Жулдыз Айтбаева. «Никто просто так деньги не даёт. У нас предпочитают заниматься спонсорством, получая определённую выгоду для себя, например бесплатную рекламную кампанию».
Справка
- 51 % казахстанцев не занимаются благотворительностью;
- 40 % занимаются благотворительностью время от времени, причём в основном посредством «милостыни» или пожертвований в детские дома в виде вещей, книг и т. д.;
- 9 % казахстанцев регулярно занимаются благотворительностью;
- 0,5 % казахстанцев занимаются собственно благотворительностью — в том смысле, в каком она понимается в современном мире;
- отечественный «рынок» благотворительности можно оценить в 300—400 млн тенге (1,6-2,2 млн долл.).

Премия «Алтын Журек» присуждается по 13 номинациям, каждая из которых состоит из 3 категорий: «За помощь детям сиротам», «За защиту материнства и детства», «За заботу о ветеранах», «За заботу об инвалидах», «За поддержку и развитие спорта», «За поддержку образования» и других.

## Известные благотворительные акции
- В начале августа 2010 года 38 американских миллиардеров подписали обязательство отдать не менее половины своего состояния на благотворительность. С инициативой под названием «Клятва дарения» (англ. The Giving Pledge) выступил известный инвестор Уоррен Баффет. Среди подписавших инициативу — основатель корпорации Microsoft Билл Гейтс, кинорежиссёр Джордж Лукас и мэр Нью-Йорка Майкл Блумберг[17]. 10 декабря 2010 года к инициативе Уоррена Баффета присоединились Марк Цукерберг и Дастин Московиц, основатели крупнейшей в мире социальной сети Facebook. Вместе с ними к инициативе, поощряющей богатейших американцев на участие в благотворительности присоединилось ещё 15 человек[18].
- Канадцы Аллен и Виолет Лардж (Large)[19], выигравшие в июле 2010 года — 10,9 млн долларов в лотерею, 10,6 млн раздали различным организациям в своей окру́ге[20].
- 14 сентября 2018 года глава компании Amazon Джефф Безос передал $2 млрд на поддержку бездомных и развитие школьной сети. Личное состояние Безоса на этот момент составляло по оценкам более $164 млрд[21].